# Pierre de Poletica
Pierre de Poletica (Пётр Иванович Полетика (Pyotr Ivanovitch Poletica), né le 15 août 1778 et mort le 26 janvier 1849, est le deuxième ambassadeur de l'Empire Russe aux États-Unis.

## Biographie
Poletica naît en 1778 dans l'Empire russe et reçoit une éducation aristocratique. Son père, Ivan Poletica (1722 - 1783) est médecin. Sa mère est d'origine turque,.
Il occupe diverses postes diplomatiques et est notamment sénateur. De 1817 à 1822, il est l'ambassadeur russe aux États-Unis.
Il meurt en 1849, et ses mémoires sont publiés à titre posthume en 1885.